# Taffy Abel
Clarence John „Taffy” Abel (Sault Ste. Marie, Michigan, 1900. május 28. –  Sault Ste. Marie, 1964. augusztus 1.) olimpiai ezüstérmes és kétszeres Stanley-kupa győztes amerikai        jégkorongozó.
Az 1924. évi téli olimpiai játékokon részt vett az amerikai férfi jégkorong-válogatottal a jégkorongtornán. Ő volt a zászlóvivő és a csapatkapitány. A csoportkörből óriási fölénnyel, kapott gól nélkül jutottak tovább a négyes döntőbe, ahol csak a kanadai válogatott tudta őket legyőzni, így ezüstérmesek lettek. A St. Paul Athletic Clubból került a válogatottba. Mind az 5 mérkőzésen játszott és 15 gólt ütött. A svédeknek és a franciáknak 6-6 gólt ütött.
Az olimpia után a CHL-es Minneapolis Millersben kezdett játszani. 1926-ban a NHL-es New York Rangersnél kapott szerződést és 1929-ig játszott itt. 1928-ban Stanley-kupa győztes lett. 1929-ben a játékjoga Chicago Black Hawkshoz került. 1934-ben vonult vissza és utolsó szezonban ismét Stanley-kupát nyert.
1973-ban beválasztották az Amerikai Jégkorong Hírességek Csarnokába.